# Moratalla
Moratalla ist eine Stadt und Gemeinde in der Region Murcia (Spanien), die 83 km nordwestlich der Provinzhauptstadt Murcia liegt. Mit einer Fläche von 955 km² ist die Gemeinde nach Lorca (1676 km²) und Jumilla (972 km²) die drittgrößte der Autonomen Gemeinschaft Murcia. Moratalla zählt 7.593 Einwohner (Stand: 2024), moratalleros genannt. Bestimmende Wirtschaftszweige sind landwirtschaftliche Produkte (Oliven, Olivenöl, Mandeln, Aprikosen) und Tourismus.

## Einzelnachweise

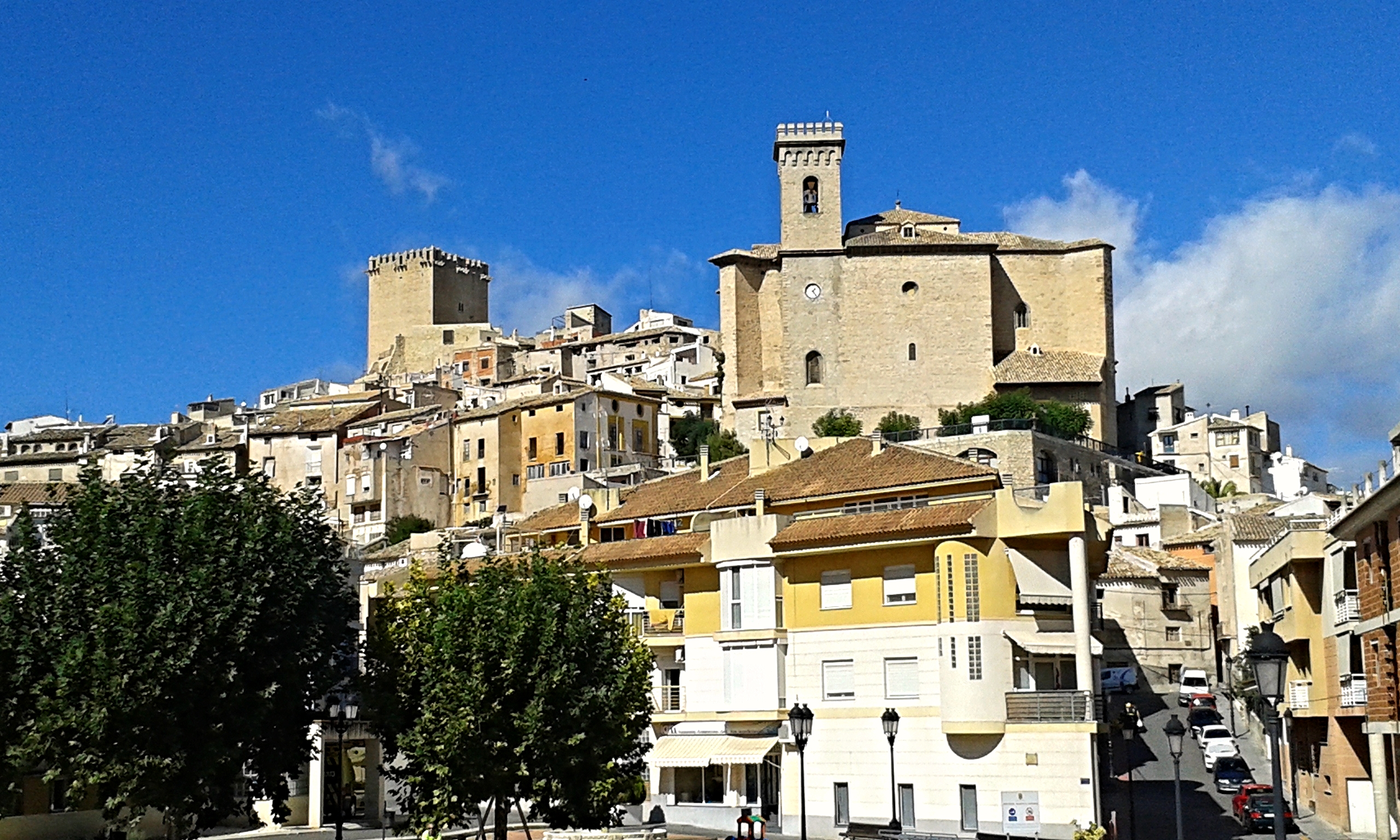
Kirche im Dorf: Santa María de la Asunción